# Hyacinthaceae
Classification APG II (2003)
Famille
Classification APG III (2009)
La famille des Hyacinthaceae, les Hyacinthacées, regroupe des plantes monocotylédones ; elle comprend entre 500 et 1 000 espèces réparties en 40 à 70 genres.
Cette famille cosmopolite ne comporte que des plantes herbacées, pérennes, le plus souvent à bulbe.

## Étymologie
Le nom vient du genre Hyacinthus qui est « le nom grec d'une fleur, dédiée à Hyacinthe, (personnage masculin dans la mythologie grecque), personnification  du printemps, tué par Apollon et changé en fleur ». 

## Classification
La prise en compte de cette famille, sa délimitation et ses genres font encore débat chez les botanistes. 
Cette famille n'existait pas en classification classique de Cronquist (1981), les espèces étant alors placées parmi les Liliaceae.
En classification phylogénétique APG (1998), cette famille existe et est rattachée à l'ordre des Asparagales.
En classification phylogénétique APG II (2003) la famille des Hyacinthaceae peut être supprimée, optionnellement. Dans ce cas, ses espèces sont classées parmi les Asparagaceae.
En classification phylogénétique APG III (2009) cette famille est invalide et ses genres sont incorporés dans la famille des Asparagaceae, au sein de laquelle des auteurs l'assimilent à la sous-famille des Scilloideae (en).

## Principaux genres
Parmi les genres rencontrés en France on peut citer :
- Bellevalia dont Bellevalia romana
- Brimeura
- Chionodoxa
- Dipcadi
- Drimia Jacq. ex Willd. (= Urginea Steinh.)
- Hyacinthoides dont la jacinthe des bois
- Hyacinthus - les jacinthes véritables
- Muscari - les muscaris
- Ornithogalum - les ornithogales
- Scilla - les scilles

On peut également citer :
- Bowiea dont Bowiea volubilis
- Eucomis dont Eucomis autumnalis

## Statut, pression, menaces
La jacinthe des bois est localement menacée par l'artificialisation des forêts ou une gestion trop intensive. 
Des scilles sont souvent confondues avec la jacinthe des bois : la scille (Hyacinthoides hispanica) a été introduite (vers le XVIe-XVIIe siècle) en Europe de l'Ouest, dont en Grande-Bretagne où elle est devenue dominante dans les bois. La jacinthe des bois fait l'objet d'un plan national de restauration et d'opérations de réintroduction au Royaume-Uni.

## Genres
- Albuca,
- Alrawia (en),
- Amphisiphon,
- Androsiphon,
- Bellevalia (en),
- Botryanthus ⇔ Muscari,
- Bowiea,
- Brachyscypha,
- Brimeura,
- Charybdis ⇔ Drimia,
- Chionodoxa,
- Chionoscilla,
- Daubenya,
- Dipcadi,
- Drimia,
- Drimiopsis (en),
- Eucomis,
- Fortunatia,
- Galtonia,
- Hastingsia,
- Hesperocallis,
- Hyacinthella (en),
- Hyacinthoides,
- Hyacinthus,
- Lachenalia,
- Ledebouria,
- Leopoldia (en),
- Litanthus (en),
- Massonia (en),
- Muscari,
- Muscarimia,
- Neopatersonia (es),
- Ornithogalum,
- Othocallis,
- Polyxena  ⇔ Lachenalia,
- Prospero,
- Pseudogaltonia (en),
- Pseudomuscari (en),
- Puschkinia,
- Rhadamanthus ⇔ Drimia,
- Rhodocodon ⇔ Drimia,
- Schizobasis ⇔ Drimia,
- Schoenolirion,
- Scilla,
- Sypharissa ⇔ Drimia,
- Thuranthos ⇔ Drimia,
- Veltheimia,
- Whiteheadia ⇔ Massonia